# Viareggio Beach Soccer 2012
Questa voce raccoglie le informazioni riguardanti del Viareggio Beach Soccer nelle competizioni ufficiali della stagione 2012.

## Stagione
Il Viareggio vince il suo primo trofeo: la Coppa Italia. In finale, giocata in casa, supera il Catania 8-7.
I bianconeri perdono invece la prima finale scudetto, giocata a Terracina, contro la formazione di casa per 7-4.

## Maglie e sponsor
Lo sponsor principale per la stagione 2012 è Delta Service.
Lo sponsor tecnico per la stagione 2012 è Legea.
| 1ª divisa | 2ª divisa |

## Organigramma societario
- Presidente: Stefano Santini
- Vicepresidente:
- Direttore generale:
- Direttore tecnico:
- Segretaria:
- Addetto stampa:

## Organico

### Staff tecnico
- 1º Allenatore:  Stefano Santini
- 2º Allenatore:  Massimo Belluomini
- Prep. atletico:  Andrea Ferrari.
- Prep. portieri:  Emiliano Diridoni
- Direttore Sportivo:  Giansimone Leonildi

## Palmares Personali
- Simone Marinai, Miglior giocatore Serie A 2012.
- Gabriele Gori, Capocannoniere Serie A 2012.

## Tabellino Finale Coppa Italia
| Arbitro: | Polito, Balacco (Aprilia, Padova) |

| |            |                                                                                            |
| Gori 5pt’, 5st’, 5tt’, 7tt’ Simone Marinai 12st’, 2tt’ Di Palma 12st’ Florio 2tt’                                   | Marcatori  | 4pt’ Fred 5pt’, 3st’, 10tt’, 12tt’Belchior 6pt’ Juninho 3st’ Platania                      |
| Carpita Romanini Ramacciotti Di Tullio Simone Marinai Florio Stefano Marinai Gori Valenti Di Palma Marrucci Battini | Formazioni | Bua Franceschini Fred Rafinha Zagami Platania Bosco Belchior Caruso Tedeschi Fazio Juninho |
| Santini | Allenatori | Belluso                                                                                    |